# Lefty
Lefty är Art Garfunkels sjätte soloalbum, utgivet i mars 1988. Albumet är producerat av Geoff Emerick och Art Garfunkel. Låtarna This is the Moment och So Much in Love producerades av Jay Graydon. Låten King of Tonga är producerad av Steve Gadd.
Låten So Much In Love gjordes ursprungligen av gruppen The Tymes 1963.
I Have a Love kommer från West Side Story.
Albumet nådde Billboard-listans 134:e plats.

## Låtlista
1. This Is The Moment (David Foster/Cynthia Weil/L. Jenner/Ray Parker jr.)
2. I Have a Love (Leonard Bernstein/Steven Sondheim)
3. So Much in Love (W. Jackson/R. Straigis/G. Williams)
4. Slow Breakup (Stephen Bishop)
5. Love is the Only Chain (M. A. Kennedy/P. Rose/P. Bunch)
6. When A Man Loves A Woman (C. Lewis/A. Wright)
7. I Wonder Why (Bill Lovelady/M. Phillips/Peter Skellern)
8. King of Tonga (Stephen Bishop)
9. If Love Takes You Away (Stephen Bishop)
10. The Promise (N. Holmes)